# گوهرمرغ‌های زرشکی
گوهرمرغ‌های زرشکی (نام علمی: Xipholena) یک سرده از پرندگان گنجشک‌سان از خانوادهٔ گوهرمرغان است.
این سرده شامل سه گونه است:
| نگاره | نام علمی                | نام رایج         | پراکندگی             |
| ----- | ----------------------- | ---------------- | -------------------- |
|       | Xipholena punicea       | جواهرمرغ پمپادور | حوضه آمازون و گویانا |
|       | Xipholena lamellipennis | جواهرمرغ دم‌سفید  | شمال برزیل           |
|       | Xipholena atropurpurea  | جواهرمرغ بال‌سفید | جنگل اقیانوس اطلس    |